# عادل خان
عادل خان (7 يوليو 1988 في الهند - ) هو لاعب كرة قدم هندي في مركز الوسط. شارك مع منتخب الهند لكرة القدم. أما مع النوادي، فقد لعب مع سبورتينغ غوا ونادي دلهي ديناموس ونادي موهون باغان وBharat FC ‏.

## روابط خارجية
- عادل خان على موقع قاعدة بيانات كرة القدم.إي يو (الإنجليزية)
- عادل خان على موقع ناشيونال فوتبول تيمز (الإنجليزية)
- عادل خان على موقع Soccerway.com (الإنجليزية)
- عادل خان على موقع GSA (الإنجليزية)